# Carex kauaiensis
Carex kauaiensis là một loài thực vật có hoa trong họ Cói. Loài này được R.W.Krauss mô tả khoa học đầu tiên năm 1950.